# Santa Elena de Yáhuar Huaca
Santa Elena de Yáhuar Huaca es un caserío peruano ubicado en el distrito de Tambogrande, perteneciente a la provincia y departamento de Piura, al norte del Perú. 

## Ubicación
Santa Elena de Yáhuar Huaca se ubica al norte de la provincia de Piura, en el distrito de Tambogrande, en el departamento de Piura.

## Demografía
En 2017 Santa Elena de Yáhuar Huaca tenía una población de 475 habitantes.
| Gráfica de evolución demográfica de Santa Elena de Yáhuar Huaca entre 1993 y 2017 |
|                                                                                   |
| Fuentes: Población 1993 y 2017                                                    |